# Assassin's Creed: Bloodlines
Assassin's Creed: Bloodlines este un joc video de acțiune-aventură dezvoltat de Griptonite Games și publicat de Ubisoft. Lansat pe 17 noiembrie 2009 exclusiv pentru PlayStation Portable (PSP), jocul este o continuare directă a primului Assassin's Creed și urmează povestea protagonistului Altair Ibn-La'Ahad după evenimentele din primul joc. Bloodlines este cunoscut pentru faptul că aduce experiența Assassin's Creed pe o platformă portabilă, menținând esența gameplay-ului original în timp ce explorează noi direcții narative și mecanici.

## Povestea
Assassin's Creed: Bloodlines continuă povestea lui Altair Ibn-La'Ahad, protagonistul din primul Assassin's Creed. Jocul începe imediat după asasinarea lui Robert de Sable și căderea Ordinului Templierilor din Țara Sfântă. Altair călătorește în Cipru pentru a urmări și elimina ultimele rămășițe ale Templierilor, în special pe Armand Bouchart, noul Mare Maestru al Ordinului.
Pe măsură ce Altair navighează prin orașele Limassol și Kyrenia, el descoperă noi comploturi ale Templierilor și își aprofundează relația cu Maria Thorpe, o fostă Templieră care devine aliata sa de-a lungul călătoriei. În timpul aventurii sale, Altair continuă să lupte pentru credințele și principiile Asasinilor, încercând să readucă pacea și să împiedice planurile malefice ale Templierilor.

## Gameplay
Assassin's Creed: Bloodlines păstrează multe dintre elementele de gameplay caracteristice seriei, adaptate pentru platforma PSP. Jucătorii pot explora orașele din Cipru, efectuând misiuni principale și secundare, și pot folosi diverse tehnici de parkour pentru a naviga mediul urban.

### Caracteristici principale
- Parkour și navigare: Altair poate urca pe clădiri, sări de pe acoperișuri și folosi diverse rute alternative pentru a-și atinge obiectivele, la fel ca în jocurile principale.
- Lupte și asasinate: Sistemul de luptă a fost adaptat pentru PSP, permițând jucătorilor să folosească o varietate de arme și tehnici pentru a-și elimina inamicii. Asasinatele silențioase și luptele directe rămân o parte centrală a gameplay-ului.
- Misiuni și obiective: Jocul include o serie de misiuni principale legate de poveste, precum și misiuni secundare care oferă recompense suplimentare și aprofundare a universului jocului.
- Explorare și colectare: Jucătorii pot aduna diferite obiecte colectabile, cum ar fi pagini de jurnal și monede, care oferă informații suplimentare despre poveste și universul jocului.

### Personaje
- Altair Ibn-La'Ahad: Protagonistul jocului, un Maestru Asasin care urmărește să distrugă rămășițele Ordinului Templierilor din Cipru. Altair este cunoscut pentru abilitățile sale excepționale de luptă și parkour.
- Maria Thorpe: O fostă Templieră care devine aliata lui Altair. Pe parcursul jocului, relația dintre Altair și Maria se dezvoltă, oferind o dimensiune emoțională suplimentară poveștii.
- Armand Bouchart: Principalul antagonist al jocului, noul Mare Maestru al Templierilor, care încearcă să restabilească puterea Ordinului în Cipru.

## Dezvoltare
Assassin's Creed: Bloodlines a fost dezvoltat de Griptonite Games, cunoscut pentru adaptările portabile ale jocurilor mari. Jocul a fost creat pentru a aduce experiența Assassin's Creed pe PSP, menținând elementele esențiale ale seriei în timp ce se adaptează limitărilor platformei. Dezvoltatorii au colaborat strâns cu Ubisoft Montreal pentru a se asigura că jocul rămâne fidel universului și mecanicilor Assassin's Creed.

## Receptare
Assassin's Creed: Bloodlines a primit recenzii mixte din partea criticilor. Jocul a fost lăudat pentru încercarea sa de a aduce experiența Assassin's Creed pe PSP și pentru povestea sa captivantă. Cu toate acestea, jocul a fost criticat pentru problemele tehnice, cum ar fi controlul și camera, precum și pentru limitările grafice impuse de platforma portabilă.

## Impact și moștenire
Assassin's Creed: Bloodlines a fost un pas important în extinderea universului Assassin's Creed pe platformele portabile, deschizând calea pentru viitoare titluri pe console portabile și mobile. Deși nu a avut același impact ca titlurile principale ale seriei, Bloodlines rămâne un capitol important în povestea lui Altair și în dezvoltarea francizei.
Titlul oferă o continuare interesantă a poveștii lui Altair, combinând elementele clasice ale seriei cu noi direcții narative și mecanici de gameplay adaptate pentru PSP. Deși a întâmpinat unele dificultăți tehnice, jocul rămâne o parte importantă a universului Assassin's Creed, contribuind la aprofundarea și extinderea poveștii seriei.